# Мечтать не вредно (фильм, 2005)
«Мечта́ть не вре́дно» — российский комедийный художественный фильм 2005 года, поставленный режиссёром Евгением Лаврентьевым.

## Сюжет
Москва. Наши дни. Четверо друзей: мечтатель Шнек, авантюрист Соболь, бодрый Андриан и загадочный Вася Цой. Все они абсолютно разные, со своими привычками и образом жизни, но с первых минут знакомства всем понятно — это настоящие друзья. Главный герой Шнек. В одно прекрасное утро ему предстоит узнать жизнь с другой стороны, по-новому увидеть своих друзей и понять, что к любой мечте надо относиться серьёзно. А вдруг она сбудется?

## В ролях
- Ирина Леонова — Алиса
- Артём Ткаченко — Шнек
- Константин Стрельников — Соболь
- Дмитрий Дюжев — Андриан
- Вадим Колганов — Вася Цой
- Сергей Мамаев — Гуньча
- Анна Чурина — Анжела
- Александр Семчев — Артур
- Наталья Симакова — Илона
- Расми Джабраилов — Волшебник
- Ирина Томская — экологическая девушка
- Александр Новиков — Марат Григорьев, наркодилер
- Сахат Дурсунов — Зураб
- Сергей Балашов — Коша
- Роман Радов — Денис, бармен
- Станислав Артамошин — фотограф
- Сергей Миллер — Пузо
- Екатерина Юдина — официантка в ресторане «Донни Браско»
- Станислав Ростоцкий — Влад, продюсер

## Эпизоды
- Анастасия Цветаева — девушка в клубе
- Дарья Сагалова — Марина
- Никита Козлов  — камео
- Владимир Симонов